# Związek Niezależnej Młodzieży Socjalistycznej „Życie”
Związek Niezależnej Młodzieży Socjalistycznej „Życie” (ZNMS „Życie”) – utworzona w grudniu 1923 w wyniku rozłamu w Związku Niezależnej Młodzieży Socjalistycznej akademicka organizacja młodzieży komunistycznej działająca ściśle z Komunistyczną Partią Polski. 16 marca 1924 r. zjazd opozycyjnych grup ZNMS krytycznie odniósł się do powiązania organizacji z PPS oraz akcesu do Socjalistycznej Międzynarodówki Młodzieży. Pozostawała pod wpływem Komunistycznego Związku Młodzieży Polski.

## Charakterystyka
Do przełomu 1923/1924 r. akademicy komunistyczni i socjalistyczni działali wspólnie w ramach ZNMS, po czym komuniści dokonali rozłamu tworząc ZNMS „Życie”. Organizacja działała głównie na uczelniach w Warszawie, Krakowie i Lwowie. Od przełomu lat 20. i 30. związek występował pod nazwą Organizacja Młodzieży Socjalistycznej „Życie” (Warszawa) lub Lewica Akademicka (Kraków). W 1935 r. w całym kraju było wedle szacunkowych danych około 250 „życiowców”, z czego znaczna większość w Warszawie. W Wilnie odpowiednikiem „Życia” był powstały na przełomie 1932/33 r. Związek Lewicy Akademickiej „Front”.
Organizacja została rozwiązana w sierpniu 1938 r. równocześnie z KPP. Po 1945 r. do tradycji związku nawiązał Akademicki Związek Walki Młodych „Życie”.

## Członkowie
Czołowymi działaczami organizacji byli: Bohdan de Nisau, Franciszek Blinowski, Mieczysław Popiel, Stanisław Poleczko, Jerzy Albrecht, Jan Turlejski oraz Włodzimierz Sokorski.